# Fredrik Elisa Loosjes
Fredrik (Frits) Elisa Loosjes (Hilversum, 13 augustus 1913 - Ede, 25 juli 1994) was een Nederlands bioloog en malacoloog.
Loosjes, telg uit het geslacht Loosjes, studeerde biologie aan de Universiteit van Amsterdam en behaalde daar in 1937 zijn doctoraal met hoofdvak dierkunde en bijvakken plantkunde en paleontologie. In 1953 promoveerde hij op een malacologisch onderwerp: de clausilia's van Indo-Australië. Hij zou de rest van zijn leven in deze groep geïnteresseerd blijven en zich tot gezaghebbend specialist ontwikkelen. Tussen 1937 en 1978, het jaar waarin hij met pensioen ging, werkte hij als bioloog bij verschillende werkgevers op het gebied van bestrijdingsmiddelen. Op dit vakgebied waren dat achtereenvolgens het Laboratorium B.P.M. (Amsterdam, 1937-1938), het Koloniaal Instituut (Amsterdam, 1940-1947) en de Plantenziektenkundige Dienst (Wageningen, 1947-1968). Na deze periode was hij nog van 1968-1978 inspecteur bij de Hoofdinspectie Milieuhygiëne, een onderdeel van het toenmalige Ministerie van Volksgezondheid en Milieuhygiëne. Zijn beroepsmatige werk leverde onder andere dertig publicaties over bestrijdingsmiddelen en onderzoeksmethoden op.
In de malacologie was Loosjes een belangrijk lid van de Nederlandse Malacologische Vereniging waarbij hij verscheidene bestuursfuncties bekleedde. Hij was een van de leden die tijdens de oorlogsjaren (1940-1945) voor het voortbestaan van deze vereniging hebben gezorgd. Verder was hij van 1968-1971 vicepresident van de Unitas Malacologica Europaea.
Naast zijn taxonomische werk hield hij verschillende soorten Clausiliidae levend in een terrarium. Op deze wijze deed hij waarnemingen aan de levenscyclus van deze dieren.
Frits Loosjes trouwde in 1940 met Anna Catharina Wilhelmina van Bemmel. Zij kregen twee dochters. Anna is verscheidene malen opgetreden als medeauteur van malacologische publicaties en hield ook de onmisbare administratie bij van zijn omvangrijke molluskencollectie. Deze collectie, die ongeveer 3500 monsters Clausiliidae omvatte, is op zijn verzoek na zijn overlijden geschonken aan het Nationaal Natuurhistorisch Museum (Naturalis) in Leiden.
Loosjes introduceerde de volgende taxa, alle in de Clausilioidea:
- Columbinia admirabilis Loosjes & Loosjes-van Bemmel, 1989
- Phaedusa (Euphaedusa) aculus angkanensis Loosjes, 1950
- Zaptyx (Zaptyx) annae Loosjes, 1950
- Phaedusa corticina batuensis Loosjes, 1953
- Pseudonenia brachyptycta Loosjes, 1953
- Temesa (Temesa) breurei Loosjes & Loosjes-van Bemmel, 1984
- Steeriana (Cyulindronenia) cicatricosa Loosjes & Loosjes-van Bemmel, 1989
- Phaedusa filicostata compressa Loosjes, 1953
- Acrotoma (Acrotoma) concavelamellata Loosjes, 1963
- Laciniaria (Bulgarica) dobrogensis Loosjes & Negrea, 1968
- Phaedusa dorsoplicata Loosjes, 1953
- Albinaria vermiculata dragonarana Loosjes, 1955
- Euxinastra fartilis Loosjes, 1963
- Andinia flammulata Loosjes, 1957
- Tropidauchenia proctostoma forceps Loosjes & Loosjes-van Bemmel, 1973
- Acrophaedusa fornicata Loosjes, 1963
- Pseudonenia fucosa Loosjes, 1963
- Pseudonenia gracilenta Loosjes, 1953
- Pseudonenia jacobsoni Loosjes, 1953
- Albinaria vermiculata janisidana Loosjes, 1955
- Pseudonenia (Juttingia) Loosjes, 1965
- Phaedusa lucens Loosjes, 1953
- Formosana (Dextroformosana) miranda Loosjes & Loosjes-van Bemmel, 1973
- Phaedusa filicostata musangensis Loosjes, 1953
- Steeriana (Cylindronenia) pangamitoensis Loosjes & Loosjes-van Bemmel, 1989
- Albinaria vermiculata paximadiana Loosjes, 1955
- Phaedusa phongthoensis Loosjes & Loosjes-van Bemmel, 1949
- Andiniella pomabambensis Loosjes & Loosjes-van Bemmel, 1989
- Pseudogracilinenia Loosjes & Loosjes-van Bemmel, 1984
- Zaptyx (Zaptyx) rehderi Loosjes, 1950
- Renschiphaedusa Loosjes & Loosjes-van Bemmel, 1973
- Pseudonenia scalariformis Loosjes, 1953
- Acrophaedusa thrausta Loosjes, 1953
- Montenegrina thysi Loosjes & Loosjes-van Bemmel, 1988
- Armenica (Armenica) valentini Loosjes, 1964
- Weyrauchiella Loosjes & Loosjes-van Bemmel, 1966

Er zijn 6 molluskentaxa naar Loosjes vernoemd:
- Pseudonenia loosjesi Zilch, 1954
- Pseudonenia loosjesiana Ray & Roychoudhuri, 1968
- Albinaria xanthostoma loosjesi H. Nordsieck, 1977
- Loosjesiella Neubert & Groh, 1998
- Juttingia loosjesi H. Nordsieck, 2002
- Loosjesia H. Nordsieck, 2002